# Бибилашвили, Александр Николаевич
 Александр Николаевич Бибилашви́ли (1916—1944) — участник Великой Отечественной войны, гвардии капитан, командир батальона, Герой Советского Союза.

## Биография
Родился 21 января 1916 года в селе Кведа Сакара — ныне Зестафонского района Грузии в крестьянской семье. Грузин.
В 1941 году окончил Тбилисский сельскохозяйственный институт. В Красной Армии с июля 1941 года. В 1943 окончил КУОС. С Сентября 1942 года — в действующих частях. В 1944 году вступил в члены ВКП(б).
Командовал батальоном стрелков 80-го гвардейского стрелкового полка 32-й гвардейской стрелковой дивизии 2-й гвардейской армии 1-го Прибалтийский фронт.
В августе 1944 года батальон капитана Бибилашвили участвовал в освободительных боях юго-западнее литовского города Шяуляй. 21 августа командир умело организовал отражение вражеских контратак.
Особо отличился в Мемельской операции по блокированию германской группы войск «Север» на Курляндском полуострове, где 2-я гвардейская армия наносила удар на кельме-тильзитском направлении.
6-9 сентября 1944 года в ходе Мемельской наступательной операции батальон Бибилашвили продвинулся примерно на 100 км, ведя бои и нанося большой урон противнику в живой силе и технике.
Из наградного листа на присвоение звания Героя Советского Союза

Тов. Бибилашвили, командуя стрелковым батальоном, проявил железное упорство и умение по отражению контратак противника в районе юго-западнее города Шяуляй Литовской ССР. 21.08.1944 года враг силою до двух батальонов, поддержанных 30 танками и 10 бронетранспортерами, ставя своей задачей – прорвать  нашу оборону и выйти на автомагистраль Шяуляй – Тильзит, атаковал батальон тов. Бибилашвили.
Положение оказалось критическим, к боевым порядкам прорвались танки, пехота, следовавшая на бронетранспортерах и под прикрытием танков грозила ворваться в оборону и окружением подразделений батальона.
Тов. Бибилашвили, находясь в боевых порядках, совершенно не страшась за свою жизнь, быстро и правильно оценил обстановку, проявил подлинное искусство управлять боем, противопоставил натиску врага всю организованную мощь батальона и мужество бойцов, воспитанных им же самим в предыдущих боях, и враг был опрокинут.
Пехота была отсечена от танков, которые, пройдя через окопы, попали под огонь нашей артиллерии, вызванный тов. Бибилашвили, а пехота была обескровлена силами батальона.
Положение на участке осталось прежнее, враг же потерял  только убитыми более 200 своих солдат и офицеров, 6 бронетранспортеров и 12 танков.
В боях при преследовании противника с 6 по 9 октября 1944 года от местечка Кельме до местечка Вижайце Литовской ССР батальон тов. Бибилашвили проделал героический 100-километровый марш с боями, в которых уничтожил более 350 немецких солдат и офицеров.
В районе местечка Вижайце 10 октября 1944 года батальон с марша выбил противника из его траншей, преодолев проволочное заграждение в 6 кольев, но враг, желая  восстановить утраченный рубеж, немедленно предпринял превосходящими силами против батальона 3 яростные контратаки, поддержанные большим количеством танков и артиллерии.
В первую контратаку было брошено до полка пехоты, поддержанной 20 танками и большим количеством артиллерии, во вторую – до 30 танков и в 3-ю – до 50.
Тов. Бибилашвили решил стоять насмерть, но врага не пропустить. Он самолично встал впереди батальона и призвал бойцов и офицеров ни одного метра отвоеванной земли не отдать назад врагу. И батальон выстоял. Враг, понеся большие потери, отступил. Только убитыми на поле боя осталось более 150 трупов немецких солдат и офицеров.
В этом бою тов. Бибилашвили был смертельно ранен.
За умелое управление боями и проявленные при этом доблесть и геройство достоин присвоения звания Героя Советского Союза.
Командир 80 гвардейского  стрелкового Севастопольского полка гвардии подполковник Яковлев
12 октября 1944 года— Наградной лист на гвардии капитана Бибилашвили Александра Николаевича к званию Героя Советского Союза
10 октября 1944 Александр Бибилашвили погиб в бою. Похоронен в городе Таураге (Литва).

## Награды
Звание Героя Советского Союза было присвоено посмертно 24 марта 1945 года. Награждён также орденом Ленина, орденами Отечественной войны 1-й и 2-й степени, орденом Красной Звезды.

## Память
- В городе Зестафони (Грузия) одна из центральных улиц носит его имя.
- На месте гибели в деревне Жигайчяй Таурагского района Литвы установлен памятный камень.
- На могиле установлен надгробный памятник
- Его имя увековечено в Главном Храме Вооружённых сил России, и навсегда запечатлено на мемориале «Дорога памяти»